# Lembeni
Lembeni ist ein Verwaltungsbezirk (Ward) des Distrikts Mwanga in der tansanischen Region Kilimandscharo.

## Geografie
Lembeni liegt im Nordosten von Tansania westlich des Nördlichen Pare-Gebirges. Das wichtigste Gewässer ist der Fluss Lembeni, der die Südgrenze bildet. Der Bezirk grenzt im Norden an Mwanga, im Osten an Ngujini, im Südosten an Kilomeni, im Süden an Mgagao und im Westen an Kirya und Lang'ata. Bei der Volkszählung 2022 lebten 13.601 Menschen in 3574 Haushalten auf einer Fläche von 97 Quadratkilometern.

## Gliederung
Der Bezirk besteht aus fünf Gemeinden (Mtaa) mit 25 Orten (Kitongoji):
| Lembeni - Kisekibaha - Rughwini - Stesheni - Kaili (Reli Chini) | Kiruru Ibweijewa - Vumbeni - Mighareni - Msikitini - Heiria | Kisangara - Kirongaya - Kwa Lutu - Zinga - Chanjale - Kiwandani - Mashine - Stendi - Sokoni - Majengo Mapya - Lengurumo | Mbambua - Mkizingo - Kwaanjili - Mazighani - Mayawe | Mangara - Mangara - Mariranga - Mazighani |

## Wirtschaft und Infrastruktur
- Bildung: Im Bezirk befinden sich fünf weiterführende Schulen.[8] Die Chanjale Secondary School[9] und die St-Stephen-Boys Secondary School[10] werden von der katholischen Kirche geführt, die One-World Secondary School wurde 2012 von der deutschen gemeinnützige Organisation „Modellschulen für Afrika“ gegründet.[11] Die Kisangara Secondary School[12] und die Nyerere Secondary School[8] sind staatliche Schulen.
- Gesundheit: In der Gemeinde Kisangara liegt ein öffentliches Gesundheitszentrum.[13] Außerdem gibt es drei Apotheken im Bezirk, eine private in Kisangara,[14] und zwei staatliche, je eine in Lembeni[15] und in Kiruru.[16]
- Straße: Von Norden nach Süden verläuft die asphaltierte Nationalstraße T2, die den Bezirk im Norden mit Moshi und Arusha und im Süden mit Tanga verbindet.[17]
- Eisenbahn: Im Jahr 2019 wurde die Usambarabahn von Moshi nach Tanga wieder eröffnet.[18]